# Bernhard Farwick
Johann Bernhard Farwick (ur. 13 kwietnia 1772 w Münster, zm. 28 lutego 1830 tamże) – niemiecki prawnik i nauczyciel, wykładowca na Uniwersytecie w Münster, w zreorganizowanym gimnazjum Königlich-Katholisches Gymnasium oraz w seminarium duchownym w Braniewie.

## Życiorys

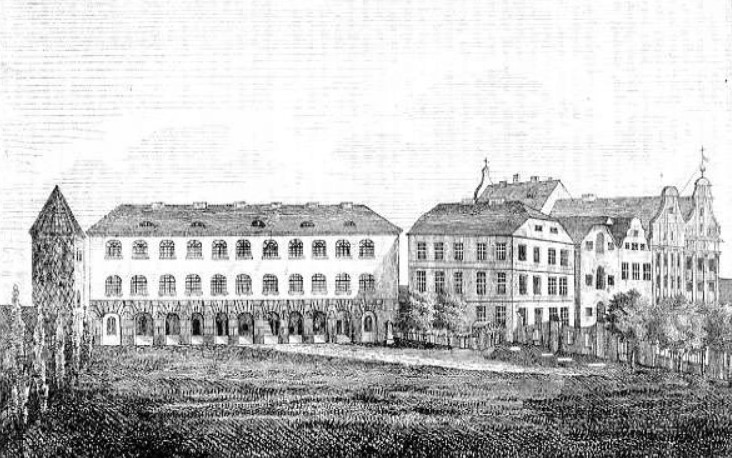
Gimnazjum w Braniewie (po lewej) oraz seminarium (po prawej) w czasach dr. Farwicka (ryc. z 1841)

Urodził się 13 kwietnia 1772 roku w Nienberge, dzielnicy Münster. Był synem Jobsta Wilhelma Farwicka z jego drugiego małżeństwa z Anną Angelą Reckfort. Z pięciorga dzieci z tego związku tylko on jeden dożył wieku dorosłego. Nie miał jednak prawa do dziedziczenia sporego majątku po ojcu, jakie posiadało potomstwo z pierwszego małżeństwa.
Bernhard studiował na uniwersytetach w Münster, Würzburgu oraz Gießen, gdzie zdobył stopień doktora nauk prawnych. W 1802 był prywatnym nauczycielem. W latach 1806–1810 pracował jako privatdocent na Uniwersytecie w Münster. W głównym polu jego zainteresowania była matematyka, lecz wykładał także filozofię i „Tugendlehre” (nauka o cnotach). W tamtym czasie Münster znajdował się pod władzą Napoleona i głównie z tego powodu Farwick przyjął w październiku 1810 stanowisko starszego nauczyciela (Oberlehrer) w gimnazjum w odległym Braniewie w Prusach Wschodnich. W braniewskim gimnazjum wykładał matematykę, łacinę oraz język niemiecki. Równocześnie pełnił urząd rendanta (głównego księgowego) szkoły. W 1819 przeszedł na stanowisko do wyższej uczelni – znajdującego się po sąsiedzku seminarium duchownego. Zaprzestał pracy w czerwcu 1820 z powodu stanów chorobowych, których początki się już objawiały w gimnazjum – cierpiał na depresje oraz obsesje powrotu do rodzinnych stron.
Wyjechał na leczenie do Berlina, następnie do rodzinnego Münster. Tam próbowano poprawić jego stan poprzez pracę w jego ulubionej dziedzinie, matematyce, z utrzymaniem gwarantowanych poborów nauczyciela (a zarazem urzędnika pruskiego) w kwocie 240 talarów. Jego stan zdrowia pozwalał jednak tylko na pracę w ograniczonym zakresie. W Münster zmarł 28 lutego 1830 na zapalenie płuc i tam został pochowany.

## Upamiętnienie
Jedna z ulic w Münster nosi jego imię.